# 埃米莉·希尔曼
埃米莉·希尔曼（英語：Emily Shearman，1999年2月23日—），新西兰女子自行车运动员。她曾代表新西兰参加2022年英联邦运动会自行车比赛，获得女子4000米团体追逐赛银牌。